# Nona Gaprindaixvili
Nona Gaprindaixvili (en georgià: ნონა გაფრინდაშვილი; nascuda el 3 de maig de 1941 a Zúgdidi, (llavors part de la Unió Soviètica), és una jugadora d'escacs georgiana, que fou la VI Campiona del Món d'escacs, títol que mantingué durant setze anys (1962–1978). Fou la jugadora més magnífica de la seva generació, i la primera dona a obtenir el títol de Gran Mestre absolut, el 1978. Fou la jugadora número 1 mundial segons el rànquing de la FIDE entre juliol de 1972 i gener de 1979. El 1982 va ser guardonada amb el primer Òscar dels escacs femení. Ha estat set cops Campiona del món sènior, essent l'única dona que ha assolit de ser campiona del món absoluta i sènior. També va fer d'entrenadora de moltes altres jugadores a Geòrgia, inclosa Ana Matnadze, que posteriorment es traslladà a Catalunya.
A la llista d'Elo de la FIDE del setembre de 2020, hi tenia un Elo de 2270 punts, cosa que en feia la jugadora (en actiu) número 44 absolut entre els jugadors georgians. El seu màxim Elo va ser de 2450 punts, a la llista de juliol de 1972 (moment en què ocupava la primera posició del rànquing mundial).

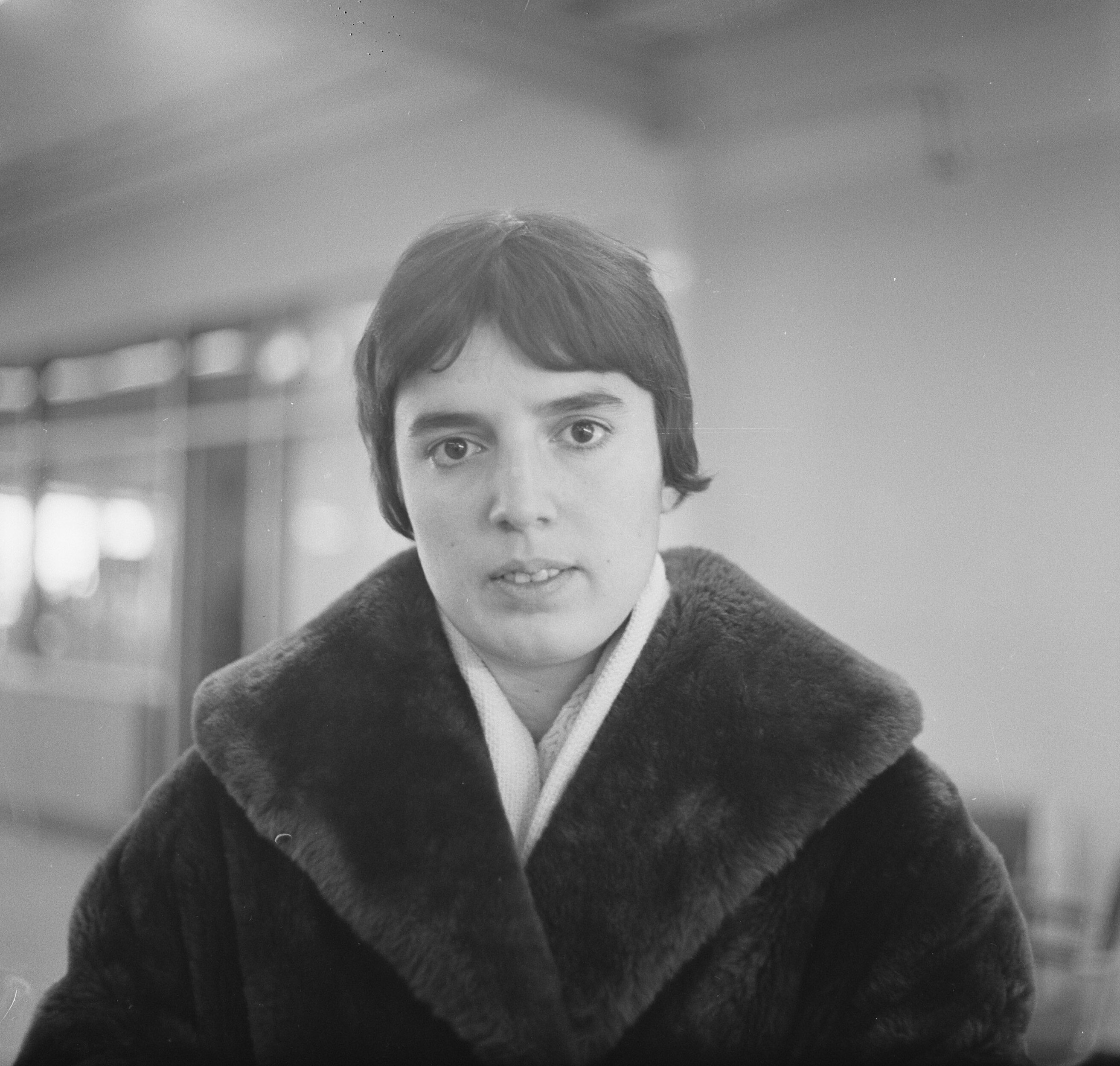
Gaprindaixvili el 1963

## Resultats destacats en competició
El 1961, als 20 anys, Gaprindaixvili va guanyar el IV Torneig de Candidates i, per tant, va poder disputar un matx pel títol contra la Campiona del Món regnant, la també soviètica (però russa) Ielizaveta Bíkova. Va guanyar el matx amb gran autoritat, per 9 a 2 (+7−0=4), i posteriorment va defensar el títol amb èxit en quatre ocasions: tres cops contra Alla Kushnir (1965: 10–6; 1969: 12–7; 1972: 12–11) i un contra la seva camarada soviètica (també georgiana) Nana Aleksàndria (1975: 9–4, un matx en què estigué entrenada per Anatolijs Šmits). Finalment, va perdre el títol el 1978 contra una altra georgiana, de 17 anys, Maia Txiburdanidze, amb un marcador de 6½ a 8½ (+2 −4 =9).
El 2005, a 64 anys, Gaprindaixvili va guanyar el Torneig d'Escacs BDO de Haarlem, amb una puntuació de 6½/10 punts i una performance de 2510.
El 2009 va guanyar a Condino, (Itàlia), el Campionat del món sènior femení, repetint el títol que ja havia assolit anteriorment l'any 1995. El 2011 es proclamà Campiona d'Europa sènior femenina a Courmayeur.
El 2016 va guanyar per cinquè cop en la seva carrera el Campionat del món sènior femení (+65 anys) a Marianske Lazne, mig punt per damunt d'Elena Fatalibekova.
Entre 2015 i 2018 es proclamà quatre cops consecutius Campiona d'Europa sènior femenina en la categoria de més de 65 anys.

### Campionats soviètics
Ha guanyat cinc cops el Campionat d'escacs femení de la Unió Soviètica, la competició femenina d'escacs més forta del món, els anys 1964, 1973, 1981, 1983, i 1985.

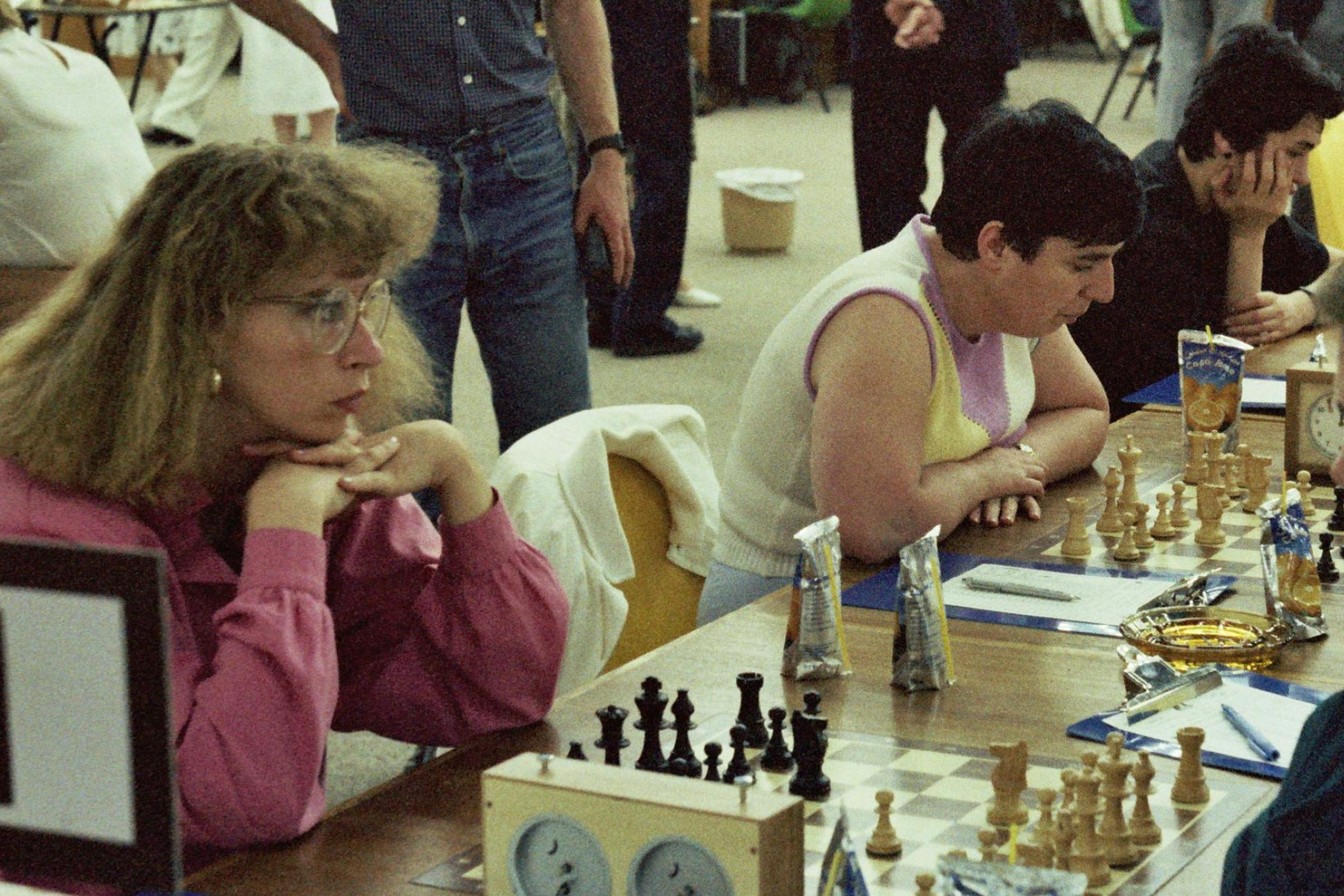
L'equip soviètic femení a l'Olimpíada d'escacs de 1986 a Dubai. D'esquerra a dreta: Akhmilovskaya, Gaprindaixvili i Alexandria.

### Olimpíades d'escacs
Gaprindaixvili va participar, representant la Unió Soviètica, a les edicions de les Olimpíades d'escacs dels anys 1963, 1966, 1969, 1972, 1974, 1978, 1980, 1982, 1984, 1986, i 1990, i representant Geòrgia el 1992. Fou una de les jugadores que va contribuir decisivament al domini absolut de l'equip de l'URSS a les olimpíades femenines de la dècada dels 1980. Va guanyar en aquesta competició un total de 25 medalles, entre les quals 11 medalles d'or per equips, i 9 d'individuals. A l'Olimpíada de Dubai 1986 va guanyar les deu partides que va disputar, un 100% de la puntuació.

## Força de joc
Durant la seva carrera, Gaprindaixvili va competir amb èxit en torneigs masculins, guanyant (entre d'altres) el Torneig d'escacs de Hastings el 1963/4, empatant al primer lloc al Torneig internacional de Lone Pine el 1977, on hi va fer una norma de GM, i guanyant la 25a edició (1982-83) del Torneig d'escacs de Reggio Emilia, amb 8/11 punts.
El 1978 fou la primera dona a obtenir el títol de Gran Mestre absolut, com a conseqüència d'haver guanyat el torneig de Lone Pine 1977, una competició on hi participaren 45 jugadors, molts d'ells Grans Mestres. Tot i que tècnicament no acomplia la totalitat de requisits per al títol de GM, el resultat va ser tan espectacular i inesperat en aquells moments, que la FIDE va trobar que per sí sol era suficient per atorgar el títol.
Pal Benko va escriure a la revista Chess Life (número de gener de 1979):
...Naturalment (Nona) ja s'havia guanyat el títol de "Gran Mestre Femení" atorgat per la Federació Internacional d'Escacs (FIDE), igual com dues altres dotzenes de dones. També va guanyar-se el títol de Mestre Internacional (masculí), esdevenint la primera dona de la història en fer-ho (Vera Menchik fou probablement una jugadora prou forta per tenir-lo, però va morir el 1943 (sic), molt abans que s'adoptés l'actual sistema de títols d'escacs), i a Buenos Aires el novembre de 1978 la FIDE va atorgar a Nona Gaprindaixvili el títol de GM absolut. No només és l'única dona en la història que ha rebut aquest guardó, sinó que és l'única dona de la història que l'ha merescut.
És lamentable, no obstant, que en realitat no guanyés el títol de la manera habitual: la FIDE exigeix que per guanyar el títol de Gran Mestre, el jugador ha d'assolir uns certs resultats mínims en torneigs, amb un mínim de vint-i-quatre partides jugades en l'avaluació de què es tracti (una descripció molt simplista de la normativa, però suficient per fer-se a la idea de la naturalesa dels requisits), i Nona no arribava a aquest número per dues o tres partides. Tanmateix, la Comissió de Qualificacions de la FIDE va votar a favor de donar-li el títol. En la meva opinió, davant d'aquesta oportunitat històrica no s'hauria d'haver permès això, que enterboleix un títol merescut.
El 2021, Gaprindaixvili va aparèixer al documental Glory to the Queen, conjuntament amb Nana Aleksàndria, Maia Chiburdanidze i Nana Ioseliani.

### Controvèrsies
Gaprindaixvili va ser mencionada breument a la sèrie The Queen's Gambit de Netflix, en la qual s'indicava incorrectament que ella mai no havia jugat contra homes en partides de competició. Gaprindaixvili va dir que aquesta afirmació era "deshonrosa ... i equivocada." Va iniciar una demanda contra Netflix de cinc milions de dòlars, per difamació i intrusió a la inteimitat, el 16 de setembre 2021. El setembre de 2022 Netflix va arribar a un acord amb Gaprindaixvili del quan no se saben les condicions econòmiques.